# Gospodinovo
Gospodinovo (Bulgaars: Господиново) is een dorp in het noordoosten van Bulgarije. Zij is gelegen in de gemeente Kaïnardzja in de oblast Silistra. Het dorp ligt ongeveer 28 km ten zuidoosten van Silistra en 363 km ten noordoosten van de hoofdstad Sofia. 

## Bevolking
De telling van 1934 registreerde 494 inwoners. Dit aantal bereikte in 1946 een hoogtepunt van 536 personen. Sindsdien loopt het bevolkingsaantal in een rap tempo terug. Op 31 december 2019 werden er slechts 8 inwoners geteld. Van de 24 inwoners reageerden er 22 op de optionele volkstelling van 2011, waarvan 22 etnische Bulgaren (91,7%).
Het dorp heeft een zeer ongunstige leeftijdsopbouw. Van de 24 inwoners die in februari 2011 werden geregistreerd, waren er 0 jonger dan 15 jaar oud (0%), terwijl er 12 inwoners van 65 jaar of ouder werden geteld (50%).